# Ernst Becker (Physiker)
Ernst Becker (* 14. Februar 1929 in Darmstadt; † 14. November 1984 ebenda) war ein deutscher Physiker.

## Leben
Ernst Becker studierte von 1947 bis 1951 Physik an der Technischen Hochschule Darmstadt und der Georg-August-Universität Göttingen. Von 1951 bis 1954 war er am Max-Planck-Institut für Strömungsforschung in Göttingen und wurde 1954 mit seiner am Max-Planck-Institut erarbeiteten Dissertation Beitrag zur Berechnung von Sekundärströmungen an der Universität Göttingen promoviert.
Von 1954 bis 1959 forschte er an der Aerodynamischen Versuchsanstalt in Göttingen und anschließend bis 1962 im
Institut für Angewandte Mathematik und Mechanik der Deutschen Versuchsanstalt für Luft- und Raumfahrt in Freiburg im Breisgau.
Im Jahr 1960 habilitierte er sich mit seiner Habilitationsschrift Die laminare inkompressible Grenzschicht an einer durch laufende Wellen deformierten ebenen Wand für Angewandte Mathematik und Mechanik an der Universität Freiburg i. Br. Von 1962 bis 1963 war er Associate Professor an der Yale University und ab 1963 ordentlicher Professor der Mechanik an der Technischen Hochschule Darmstadt.

Ernst Becker war von 1974 bis 1977 Präsident der Gesellschaft für Angewandte Mathematik und Mechanik. In dieser Funktion äußerte er mitunter recht scharfe Kritik an der seinerzeitigen hochschulpolitischen Entwicklung. Er sah z. B. 
"in der reformbedingten Machtergreifung der Mittelmäßigkeit an unseren Hochschulen den Grund dafür, daß sie vielerorts zu Ozeanen des Geschwätzes geworden sind, in denen es nur noch wenige herausragende Inseln qualitätvoller Wissenschaft gibt, auf die sich die besten Wissenschaftler in Resignation zurückgezogen haben."
Ernst Becker wurde 1976 als Mitglied in die Deutsche Akademie der Naturforscher Leopoldina aufgenommen.

## Schriften
- Beitrag zur Berechnung von Sekundärströmungen. Mitteilungen aus dem Max-Planck-Institut für Strömungsforschung, 13, Göttingen 1956
- Die laminare inkompressible Grenzschicht an einer durch laufende Wellen deformierten ebenen Wand. Deutsche Versuchsanstalt für Luftfahrt e.V., 132, 1960
- Gasdynamik. Teubner Studienbücher (Leitfäden der angewandten Mathematik und Mechanik (LAMM)), Teubner, Stuttgart 1966
- Technische Thermodynamik. Eine Einführung in die Thermo- und Gasdynamik. Teubner, Stuttgart 1985
- mit Eckart Piltz: Technische Strömungslehre. Eine Einführung in die Grundlagen und technischen Anwendungen der Strömungsmechanik. 6. Auflage, Stuttgart 1986